# Wspólnota administracyjna Limbach
Wspólnota administracyjna Limbach – wspólnota administracyjna (niem. Vereinbarte Verwaltungsgemeinschaft) w Niemczech, w kraju związkowym Badenia-Wirtembergia, w rejencji Karlsruhe, w regionie Rhein-Neckar, w powiecie Neckar-Odenwald. Siedziba wspólnoty znajduje się w miejscowości Limbach, przewodniczącym jej jest Bruno Stipp.
Wspólnota administracyjna zrzesza dwie gminy wiejskie:
- Fahrenbach, 2 778 mieszkańców, 16,42 km²
- Limbach, 4 501 mieszkańców, 43,61 km²